# Kaliente (grupo musical)
Kaliente —autodenominado Kaliente de Iquitos— es una agrupación musical peruana de cumbia amazónica, fundada en Iquitos (Loreto) en el año 2001 por Rubén Sara.

## Historia
Kaliente se inició como una orquesta para entretener a la gente de Iquitos. Aún sin música propia y tocando únicamente covers se hicieron conocidos en Iquitos. 
El año 2004 consiguen realizar su primer disco musical. Con temas como "Mala hierba", "Vete de mí", "Como hago", "A escondidas", "Siento que te vas", Kaliente se consolida como grupo y logra así que sus temas fueran éxitos en su ciudad natal pero también esperaban ampliar sus horizontes y darse a conocer en otras ciudades del Perú.
Para 2005 planificó lanzar su primer disco aún sin nombre con pistas compuestas por Estanis Mogollón. Eddy Herrera, artista dominicano, se interesó en el tema "Como hago" para hacer una versión merengue y cantarla en su repertorio.
En el 2006 el cantante Herrera y Kaliente realizaron la gira Verano por todo el Perú. También participó en festivales de música amazóniza, a lado de Los Mirlos y Juaneco y su Combo, que fueron pioneros en su estilo.
En 2007 interpretaron "El embrujo", su canción que fue promocionado en la televisión nacional. Debido a la fama del cantante, siguió interpretándose otros temas como "Entre odio y amor", "Vete de mí", "Cómo hago" y "Malahierba". En 2008 realizaron su concierto en Ecuador, para una celebración en Zapotillo.
En el 2009 iniciaron su primera gira internacional, en Europa se presentaron en ciudades como Roma, Milano, Torino, Madrid, Barcelona, entre otras.

## Discografía

### Álbum
- ¡El original... está bueno! (2008)[6]

### Canciones
- "El embrujo"
- "Entre el amor y el odio"
- "Como hago"
- "Sólo"
- "Corazón de piedra"
- "Me voy de tu vida"
- "También me voy"
- "Déjame contigo"
- "Basta de callar"
- "A la ventanita"
- "Vete de mí"
- "Juramentos"
- "Amor Amar"
- "La Viudita"
- "Comadre Cariñosa"
- "A donde se va el amor"
- "Déjame en paz"

## Integrantes
- Geral García (exvocalista)[2]
- Essaud Suárez (exvocalista)
- Jesslyn Guimeht (exvocalista)
- Marilia González (exvocalista)[13]
- Herbert Vela (exvocalista)
- José Coronado (exvocalista)
- Roberto Arturo (exvocalista)
- Claudio Garcia (exvocalista)
- Lucía Ccarhuaz (exvocalista)
- Evelyn Tihuay (exvocalista)[2]

## Premios y nominaciones
| Año  | Premiación     | Categoría                        | Resultado | Ref.   |
| ---- | -------------- | -------------------------------- | --------- | ------ |
| 2007 | Premios APDAYC | Mejor grupo tropical del oriente | Ganador   | [ 14 ] |